# 熊本市立東部中学校
熊本市立東部中学校（くまもとしりつ とうぶちゅうがっこう）は、熊本県熊本市東区上南部（かみなべ）二丁目にある公立中学校。6・3制実施により設立された。熊本市と組合立をなしていた託麻村が1970年（昭和45年）熊本市に編入されたことにともない熊本市立中学校となる。

## 沿革
- 1947年 - 飽託郡龍田・供合・広畑3ケ村組合立飽託東部中学校設立
- 1957年 - 龍田村の熊本市編入に伴い、飽託郡託麻村及び熊本市組合立飽託東部中学校と改称
- 1970年 - 熊本市立東部中学校と改称
- 1972年 - 熊本市立楠中学校を分離
- 1991年 - 熊本市立長嶺中学校を分離

## 委員会
- 総務委員会
- 生活委員会
- 文化委員会
- 保健委員会
- 図書委員会
- 整美委員会
- 体育委員会
- 給食委員会

## クラブ活動

### 運動部
- バレーボール部
- 卓球部
- ラグビー部
- ソフトテニス部
- サッカー部
- 野球部
- バスケットボール部（女子のみ）
- ソフトボール部

### 文化部
- 吹奏楽部
- 放送部
- 美術部

## 著名な卒業生
- 伊東勤

## 学校周辺
- 熊本IC
- 国道57号
- 東区役所 託麻総合出張所